# Cuatro Islas Protected Landscape/Seascape
Der Cuatro Islas Protected Landscape/Seascape liegt in der Camotes-See, Philippinen. Das kombinierte Land und Meeresschutzgebiet in der Provinz Leyte wurde am 23. April 2000 eingerichtet und hat derzeit eine Größe von 125 km². Benannt wurde es nach der Inselgruppe Cuatro Islands, die die Inseln Digyo, Apid, Mahaba und Himokilan umfasst. Die Inseln gehören zum Gemeindegebiet von Inopacan und Hindang.
Das Naturschutzgebiet liegt ca. 130 km westlich von Tacloban City. Die Insel Apid hat eine Landfläche von 35,6 ha, Mahaba ca. 20,3 ha und Digyo ca. 3,5 ha. Im Jahre 2002 lebten auf den Inseln 603 Menschen in 115 Haushalten. Apid und Mahaba sind ehemalige Korallenriffe, die über die Wasseroberfläche ragen. Beide sind mit einer dichten Buschvegetation und kleineren Bäumen bewachsen und sie sind umgeben von weißen Sandstränden. Auf beiden Inseln finden sich zahlreiche versteinerte Korallenriffe, die die Entstehungsgeschichte der Inseln erahnen lassen. Digyo besteht aus angeschwemmtem Korallensand und ist bewachsen mit einigen wenigen Kokospalmen. Um die vier Inseln liegen kleinere Korallenriffe, in denen 287 Arten der Steinkorallen aufgefunden wurden. Auf den vier Inseln gibt es keine Süßwasserquellen.
In den umliegenden Gewässern lassen sich der Borneodelfin (Lagenodelphis hosei), Ostpazifische Delfin (Stenella longirostris) und der Indische Grindwal (Globicephala macrorhynchus) beobachten. Auf Digyo finden sich auch Nistgelege der Suppenschildkröte (Chelonia mydas) und der Echten Karettschildkröte (Eretmochelys imbricata). Rund um die Korallenriffe lassen sich der Graue Riffhai (Carcharhinus amblyrhynchos), Weißspitzen-Riffhai (Triaenodon obesus), Schwarzspitzen-Riffhai (Carcharhinus melanopterus) und Fuchshaie (Alopias) beobachten.
Die Inselgruppe kann über Baybay City oder mittels einer zweistündigen Überfahrt über Ormoc City erreicht werden. Eine andere Insel Mahaba liegt in den Gewässern der Provinz Surigao del Norte.